# Meldrum
I Meldrum sono stati un gruppo musicale hard rock/heavy metal formatosi in Svezia nel 1999 e scioltosi nel 2012 dopo un terzo e ultimo album, anche in seguito alla morte della chitarrista e fondatrice Michele Meldrum, avvenuta nel 2008.

## Storia
La band venne fondata da Michelle Meldrum (chitarra) verso la fine del 1999. La prima formazione vedeva Michelle, Frida Ståhl (basso), Hasse Sjölander (batteria) e Moa Holmsten (voce). L'anno successivo firmarono un contratto con Record Heaven e registrarono il loro primo album, Loaded Mental Cannon; l'album uscì il 22 ottobre 2001, circa un anno dopo quanto inizialmente programmato a causa di alcuni problemi con l'etichetta di distribuzione. L'album contiene numerose collaborazioni, tra cui spiccano Brian Robertson (ex-chitarrista dei Thin Lizzy), Marcel Jacob (ex-bassista dei Talisman) e John Norum (chitarrista degli Europe, nonché marito di Michelle). Hasse Sjölander comunque lasciò la band durante la registrazione dell'album, venendo quindi sostituito da Fredrik Haake.
Nel 2005 i Meldrum si esibirono in tour insieme a band come Black Label Society, Sepultura, Danzig e Nashville Pussy. 
 L'11 maggio 2007 venne pubblicato il secondo album, Blowin' Up the Machine. Prodotto da Toby Wright e distribuito da Frontiers Records, l'album vede meno collaborazioni, ma ancora con musicisti di rilievo: Lemmy Kilmister (fondatore e leader dei Motörhead), Gene Hoglan (Dethklok, ex-Dark Angel, Death e Strapping Young Lad), amico di vecchia data di Michelle (insieme avevano fondato la prima band di lei, i Wargod, nel 1985), e Linda McDonald (batterista delle Iron Maidens e in precedenza delle Phantom Blue, la precedente band fondata da Michelle).
Agli inizi del 2008 la formazione della band subì un grosso cambiamento con la separazione di tutti i tre membri che accompagnavano Michelle: Moa Holmsten venne sostituita da Michele Madden, Frida Ståhl da Laura Christine e Fredrik Haake da Gene Hoglan. Con questa formazione la band cominciò a registrare il terzo album.
Il 18 maggio 2008 Michelle entrò in coma per un'emorragia cerebrale causata da una cistica che ha bloccato l'ossigenazione del cervello, causandone la morte cerebrale tre giorni dopo, il 21 maggio. In sua memoria, il 26 maggio 2009 venne organizzato il Michelle Meldrum Memorial Concert nel locale Whisky a Go Go di West Hollywood. A tale concerto parteciparono le Phantom Blue (riunitesi apposta per l'occasione) e i Meldrum, con la seguente formazione: Laura Christine alla chitarra, Gene Hogland alla batteria e gli ex componenti Frida Ståhl e Moa Holmsten. In seguito all'evento, la Ståhl rientrò nella band in pianta stabile come bassista, mentre la Christine passò alla chitarra.
Gli ultimi brani scritti e registrati da Michelle andarono successivamente a costituire il terzo album dei Meldrum, Lifer, pubblicato il 20 novembre 2012; la band dedicò l'album alla fondatrice.

## Formazione

### Ultima formazione
- Michele Madden – voce (2009-2012)
- Laura Christine – chitarra (2009-2012), basso (2008-2009)
- Frida Ståhl – basso (1999-2008, 2009-2012)
- Gene Hoglan – batteria (2008-2012)

### Ex componenti
- Hasse Sjölander – batteria (1999-2001)
- Moa Holmsten – voce (1999-2008)
- Fredrik Haake – batteria (2001-2008)
- Michelle Meldrum – chitarra (1999-2008)

## Discografia
- 2001 - Loaded Mental Cannon
- 2007 - Blowin' Up the Machine
- 2012 - Lifer